# Palmerella (djur)
Palmerella är ett släkte av steklar. Palmerella ingår i familjen brokparasitsteklar.
Kladogram enligt Catalogue of Life:
| Palmerella | \| \| Palmerella albocristata \| \| \| \| \| \| Palmerella nigra \| \| \| \| |
|            | \| \| Palmerella albocristata \| \| \| \| \| \| Palmerella nigra \| \| \| \| |
|            | Palmerella albocristata                                                      |
|            |                                                                              |
|            | Palmerella nigra                                                             |
|            |                                                                              |